# Arnór Ingvi Traustason
Arnór Ingvi Traustason (ur. 30 kwietnia 1993 w Keflavíku) – islandzki piłkarz grający na pozycji pomocnika w IFK Norrköping.

## Kariera klubowa
Jest wychowankiem UMF Njarðvík, z którego w 2008 roku trafił do ÍBK Keflavík. W pierwszym zespole tego klubu zadebiutował 13 września 2010 w przegranym 1:2 meczu z Fram. W grudniu 2010 podpisał profesjonalny kontrakt z pierwszą drużyną. W sierpniu 2012 został wypożyczony do Sandnes Ulf. W 2013 został wybrany najbardziej obiecującym piłkarzem roku w lidze islandzkiej. W październiku 2013 podpisał trzyletni kontrakt z IFK Norrköping. W 2015 wywalczył z tym klubem mistrzostwo i superpuchar Szwecji. W maju 2016 podpisał czteroletni kontrakt z Rapidem Wiedeń. Zadebiutował w tym klubie 23 lipca 2016 w wygranym 5:0 meczu z SV Ried, natomiast pierwszego gola strzelił 7 sierpnia 2016 w wygranym 4:1 spotkaniu z Austrią Wiedeń. W lipcu 2017 został wypożyczony na rok do AEK-u Ateny z opcją pierwokupu. W grudniu 2017 podpisał czteroletni kontrakt z Malmö FF. W marcu 2021 podpisał dwuletni kontrakt z New England Revolution z możliwością przedłużenia o kolejny rok. W sierpniu 2022 wrócił do IFK Norrköping.

## Kariera reprezentacyjna
Grał w młodzieżowych kadrach Islandii – do lat 17, 19 i 21. W seniorskiej reprezentacji zadebiutował 13 listopada 2015 w przegranym 2:4 meczu z Polską. Pierwszego gola w kadrze strzelił 13 stycznia 2016 w wygranym 1:0 meczu z Finlandią. 9 maja 2016 znalazł się w grupie 23 zawodników powołanych na Euro 2016. W meczu 3. kolejki fazy grupowej z Austrią strzelił gola na 2:1 w ostatniej minucie meczu, zapewniając drużynie awans do ⅛ finału.
11 maja 2018 znalazł się w grupie 23 zawodników powołanych na mistrzostwa świata. Na mundialu wystąpił w przegranym 1:2 meczu z Chorwacją, po którym Islandczycy odpadli z mistrzostw.

## Osiągnięcia
- Mistrzostwo Szwecji (1): 2015
- Superpuchar Szwecji (1): 2015